# よど型巡視艇
よど型巡視艇（よどがたじゅんしてい、英語: Yodo-class patrol craft）は海上保安庁の巡視艇の船級。区分上はPC（Patrol Craft）型、公称船型は35メートル型。また消防巡視艇とも通称される。建造費は1隻あたり17.5億円（平成23年度第3次補正予算）。

## 設計
本型は、先行するはまぐも型をもとに、消防能力を更に強化したものである。船型は角型を基本とし、また高さのある放水塔を備えるため、復原性能に配慮した船型としている。船体は高張力鋼を用いた軽構造、上部構造物はアルミニウム合金製である。
主機関としては高速ディーゼルエンジン2基を搭載している。放水時の操船・船位保持性能確保のため、推進器はウォータージェット推進器とされているほか、船首吃水線下にはバウジェットも装備されている。また主機関は、推進器を駆動するとともに、増速機を介して消防ポンプ（毎分11,300リットル）2基も駆動する。なお機関室の吸気は、消火活動時には防爆ラインより上方の船体上部構造物より取り入れる。排気は注水によって充分冷却したあとで行われる。
主電源としてはディーゼル発電機2基を搭載し、航海時には1基、出入港および消火活動時には2基で運転する。また予備電源としてシール型蓄電池を搭載している。
なお、4番艇「ぬのびき」のみ、はまぐも型と同様に船尾両舷に減揺ボードを備えている。

## 装備
消防装置としては下記のような装備を有する。
- 放水銃
  - 伸縮式放水塔（毎分4,400リットル; 泡消火液・水兼用）×2基
  - 操舵室上（毎分6,000リットル; 泡消火液・水兼用）×1基
  - 船首甲板上（毎分2,000リットル; 泡消火液・水兼用）×1基
- 粉末放射銃（毎秒45キログラム）×1基
- 自衛噴霧ノズル
  - 毎分200リットル×5本
  - 毎分150リットル×4本

このうち、伸縮式放水塔は、最大伸張時には海面上約17メートルに達する。また自衛噴霧ノズルは操舵室前面を重点として、甲板室周囲に配置されているが、消火活動時の視界確保のため、噴霧高さを高低2段に切り替え可能である。主機関の出力増強によって、放水量は毎分16,800リットルに達したが、これは消防艇として建造されたぬのびき型消防艇をも上回る能力である。なお消火剤としては、泡原液を約13,400リットル、粉末消火剤を約2,000 kg搭載する。
火災状況監視および効率的な放水のため、赤外線捜索監視装置が搭載された。なお操舵室の操船コンソールは操舵装置・主機操縦装置・機関状態表示装置・航海装置・通信装置を組み込んだものである。
操船コンソールの直後、操舵室のほぼ中央部に消防システムの集中監視盤が設置されており、放水銃の連動制御を行うとともに、監視カメラを通じて火災状況を監視できる。また可燃性ガスや有毒ガスを検出するためのガス検知装置を装備している。大小4基の放水銃は、モニター上で放水点を指示すると、操舵室上のレーザー測距儀および放水櫓上の赤外線カメラの情報をもとに向きや放水圧力が自動的に調整されるほか、ジョイスティックで統合操作することもできる。

## 同型艇一覧
平成12年補正計画で1隻、平成13年度第2次補正計画で3隻が予算化され建造された。その後、東日本大震災を受けて、老朽化が進んでいたひりゆう型消防船の代替も兼ねて、平成23年度第3次補正予算で6隻が追加建造された。
※巡視艇の船名は、随時、改名されることがある。
| 計画年度             | 船番  | 船名              | 船舶番号 信号符字 | 造船所     | 就役／配属替え | 配属保安部署           | 備考                   |
| -------------------- | ----- | ----------------- | ----------------- | ---------- | -------------- | ---------------------- | ---------------------- |
| 平成12年度 補正      | PC-51 | よど Yodo         |                   | 墨田川造船 | 2002年3月29日  | 鹿島 (第三管区)        | (就役中)               |
| 平成13年度 第2次補正 | PC-52 | ことびき Kotobiki | 137157 JG5696     | 墨田川造船 | 2003年3月27日  | 岩国 (第六管区)        | (就役中)               |
| 平成13年度 第2次補正 | PC-53 | なち Nachi        | 137160 JG5699     | 石原造船   | 2003年3月27日  | 徳山 (第六管区)        | 配属替えに伴い船名変更 |
| 平成13年度 第2次補正 | PC-53 | りゅうおう Ryuo   | 137160 JG5699     | 石原造船   | 2013年3月12日  | 水島 (第六管区)        | (就役中)               |
| 平成13年度 第2次補正 | PC-54 | ぬのびき Nunobiki |                   | 墨田川造船 | 2003年3月27日  | 姫路 (第五管区)        | (就役中)               |
| 平成23年度 第3次補正 | PC-55 | ふどう Fudo       | 141769 JD3416     | 墨田川造船 | 2013年1月28日  | 神戸 (第五管区)        | (就役中)               |
| 平成23年度 第3次補正 | PC-56 | りゅうせい Ryusei | 141799            | 墨田川造船 | 2013年2月14日  | 室蘭→苫小牧 (第一管区) | (就役中)               |
| 平成23年度 第3次補正 | PC-57 | たかたき Takataki | 141777            | 新潟造船   | 2013年2月15日  | 千葉 (第三管区)        | (就役中)               |
| 平成23年度 第3次補正 | PC-58 | あおたき Aotaki   |                   | 墨田川造船 | 2013年3月21日  | 四日市 (第四管区)      | (就役中)               |
| 平成23年度 第3次補正 | PC-59 | なち Nachi        | 141778 JD3424     | 新潟造船   | 2013年3月29日  | 徳山 (第六管区)        | (就役中)               |
| 平成23年度 第3次補正 | PC-60 | みのお Mino       |                   | 長崎造船   | 2013年3月29日  | 堺 (第五管区)          | (就役中)               |